# فرانكو كوستا
فرانكو كوستا (بالإسبانية: Franco Lautaro Costa)‏ (10 ديسمبر 1991 لوخان، مقاطعة بوينس آيرس الأرجنتين - ) هو لاعب كرة قدم أرجنتيني يلعب كلاعب وسط.

## روابط خارجية
- فرانكو كوستا على موقع قاعدة بيانات كرة القدم.إي يو (الإنجليزية)
- فرانكو كوستا على موقع Soccerway.com (الإنجليزية)